# Peter Townsend
 Ikke at forveksle med Pete Townshend.
Peter Wooldridge Townsend (født 22. november 1914, død 19. juni 1995) var staldmester for den britiske kong George 6. 1944–1952 og havde den samme stilling for dronning Elizabeth 2. 1952–1953. Townsend er mest kendt for sin ulykkelige romance med Prinsesse Margaret, som han ikke kunne indgå ægteskab med som fraskilt, og deres forhold skabte en del opmærksomhed i begyndelsen af 1950'erne. 
Townsend blev født i 1914 i Rangoon, Burma og uddannet på skolen Haileybury. Han gik ind i Royal Air Force i 1933 og fik træning ved Cranwell. Senere gjorde han tjeneste i RAF's træningsenhed og som flyinstruktør ved RAF Montrose. I 1937 udstationeredes han ved RAF Tangmere. I 1940, hvor han var blevet udnævnt til kaptajn, tilknyttedes han eskadrille 43. Han blev oberstløjtnant (engelsk titel: Wing Commander) ved RAF Hunsdon fra 1941 og ledende officer ved RAF Drew og eskadrille 611, der var en spitfire-enhed.
Townsend var en af de navnkundige piloter fra luftslaget om England og gjorde tjeneste igennem denne tid som ledende officer for eskadrille 85, der bestod af flytypen Hawker Hurricane, og han fortsatte med at lede denne enhed også efter at være blevet såret i kamp. 
Townsend blev senere leder af eskadrille 605, der var en natjager-enhed, og fik stabsuddannelse fra oktober 1942. I januar 1943 udnævntes han til ledende officer for RAF West Malling og forfremmedes til oberst i 1948.
I 1944 udnævntes han til midlertidig hofstaldmester for George 6, og udnævnelsen blev gjort permanent samme år. I denne stilling gjorde han tjeneste til 1953, hvor han blev æres-staldmester, en ærefuld titel, som han havde til sin død. I august 1950 blev han vicehovmester, hvorfra han flyttedes over som tilsynsførende for dronningemoderens hof i 1952. Han trak sig tilbage fra tjenesten ved hoffet året efter og var flyverattaché i Bruxelles i årene 1953 til 1956. 
Han var en af flere militære rådgivere for filmen Slaget om England i 1968. 

## Ægteskab
17. juli 1941 giftede han sig med Rosemary Cecil Pawle (1921–2004), med hvem han fik to sønner, Giles (1942) og Hugo (1945). Ægteparret blev skilt i 1952, og denne skilsmisse kom til at forhindre hans forhold til prinsesse Margaret.
Han giftede sig senere med Marie-Luce Jamagne. 
Townsend døde i 1995 i Rambouillet, Frankrig. Sønnen Giles Townsend er præsident for "Cambridge Bomber and Fighter Society", og sønnen Hugo er gift med prinsesse Yolande.

## Udmærkelser
Townsend modtog ordenerne 
- CVO (1947).
- DSO (1941).
- DFC – med bjælke (1940).